# Heteronyx apicispinosa
Heteronyx apicispinosa är en skalbaggsart som beskrevs av Heller 1914. Heteronyx apicispinosa ingår i släktet Heteronyx och familjen Melolonthidae. Inga underarter finns listade i Catalogue of Life.